# Zethus fluminensis
Zethus fluminensis är en stekelart som först beskrevs av Brethes 1903.  Zethus fluminensis ingår i släktet Zethus och familjen Eumenidae. Inga underarter finns listade i Catalogue of Life.